# طب نقل الدم

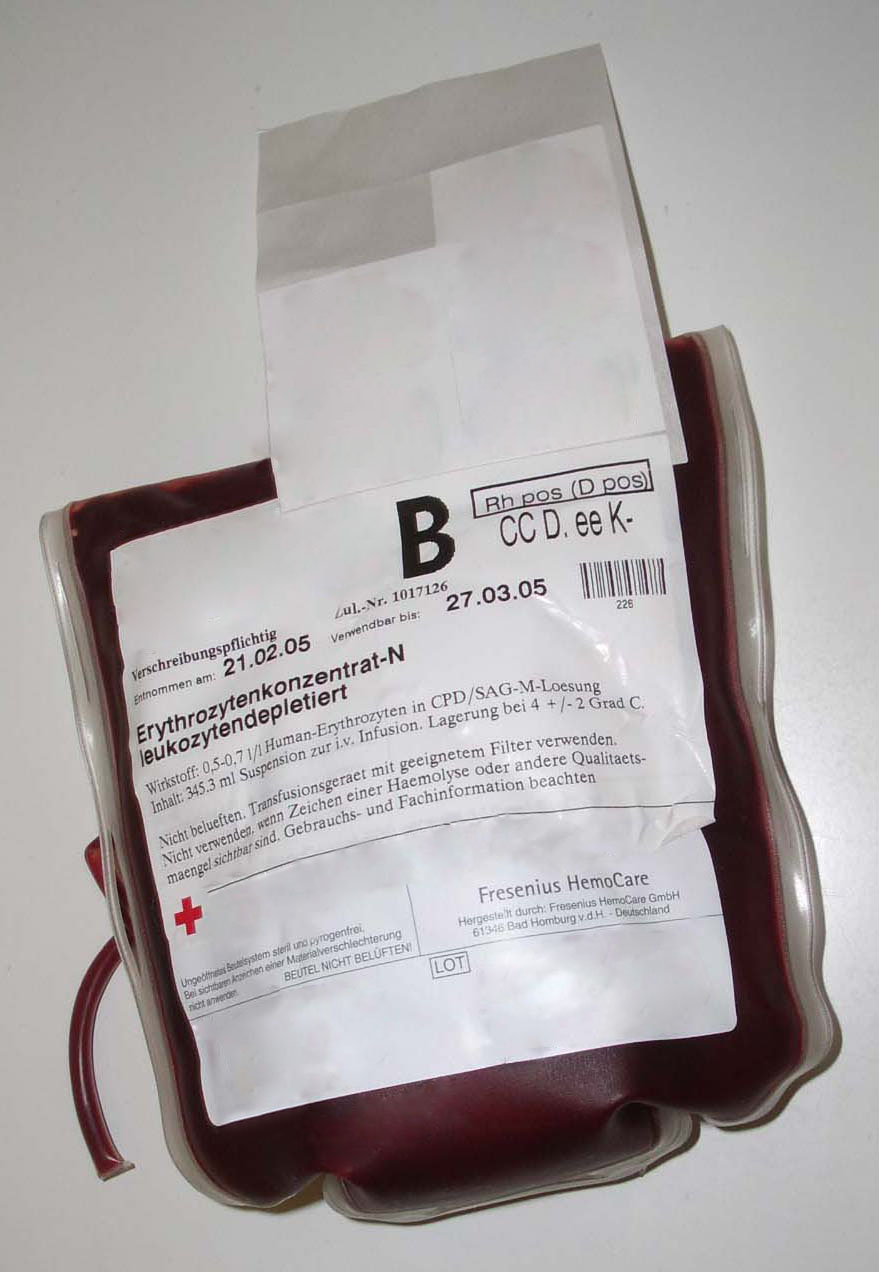

طب نقل الدم أو طب النقل (بالإنجليزية: Transfusion medicine)‏ أو علم نقل الدم (بالإنجليزية: transfusiology)‏ هو فرع من فروع الطب يختص بنقل الدم ومكوناته.
يقوم مختص مخبري سريري بعمليات جمع الدم وحفظه وفصل مكوناته في بنك الدم. أطباء باختصاص مختلفة مثل علم الأمراض والدم والتخدير والأطفال يمكنهم أن يحصلوا على رخصة في طب النقل بعد زمالة تستمر سنة أو سنتين.

## التاريخ
اكتشف ويليام هارفي الدورة الدموية عام 1628. بعد ذلك جرت محاولات لنقل الدم. ويعد ريتشارد لور أول من أجرى عملية نقل ناجحة بين الكلاب وحافظ عليها حية.
أما كارل لاندشتاينر فكان أول أب لطب نقل الدم. وقد اكتشف يان يانسكي نظام فئات الدم ABO.

## طب النقل حول العالم
مصطلح علم نقل الدم غير معترف به في الولايات المتحدة.
أما في الدنمارك، المختص بطب المناعة السريرية هو المسؤول عن طب النقل.
أما في المملكة المتحدة، فطب النقل فرع تخصصي من علم الدم.